# Samtgemeinde Bersenbrück
Die Samtgemeinde Bersenbrück ist eine Samtgemeinde und selbständige Gemeinde im Norden des Landkreises Osnabrück in Niedersachsen.

## Geographie

### Geographische Lage
Die Samtgemeinde erstreckt sich vom südöstlichen Artland in den nördlichen Bramgau und umfasst weite Teile der Ankumer Höhe. Östlich schließt das Oldenburger Münsterland an.
Die Hase durchfließt die Samtgemeinde im Süd-Nord-Richtung. Im Süden des Samtgemeindegebiets liegt der Alfsee.

### Samtgemeindegliederung
Die Samtgemeinde umfasst die Mitgliedsgemeinden Alfhausen, Ankum, Eggermühlen, Gehrde, Kettenkamp und Rieste sowie die Stadt Bersenbrück.

## Geschichte

### Einwohnerentwicklung

Bevölkerungsentwicklung in der Samtgemeinde Bersenbrück seit 1987

Die folgende Übersicht zeigt die Einwohnerzahlen der Samtgemeinde Bersenbrück im jeweiligen Gebietsstand und jeweils zum 31. Dezember.
Bei den Zahlen handelt es sich um Fortschreibungen des Landesbetriebs für Statistik und Kommunikationstechnologie Niedersachsen auf Basis der Volkszählung vom 25. Mai 1987.
| Jahr | Einwohner |
| ---- | --------- |
| 1987 | 19.300    |
| 1990 | 19.890    |
| 1995 | 25.341    |
| 2000 | 27.149    |
| 2005 | 28.143    |
| 2010 | 28.217    |
| 2017 | 29.408    |

1Ab 2008 enthalten die den Wanderungsdaten zugrunde liegenden Meldungen der Meldebehörden zahlreiche Melderegisterbereinigungen, die infolge der Einführung der persönlichen Steuer-Identifikationsnummer durchgeführt worden sind. Daher sind die Daten nur eingeschränkt aussagekräftig.

## Politik

### Samtgemeindebürgermeister
Im Jahr 2020 wurde Michael Wernke (CDU) aus Holdorf zum Samtgemeindebürgermeister gewählt. In der Stichwahl gewann er mit 51,71 Prozent der Stimmen gegen Klaus Menke (parteilos). Weiterer Gegenkandidat im ersten Wahlgang war Dr. Zeljko Dragic (parteilos, 14,69 %).
Bisherige Amtsinhaber:
- 1972–1991 Hans Markus (CDU)
- 1991–2001 Reinhold Coenen (CDU)
- 2001–2011 Michael Lübbersmann (CDU)
- 2012–2020 Horst Baier (SPD)
- Seit 2020 Michael Wernke (CDU)

### Samtgemeinderat
Der Samtgemeinderat setzt sich aus 38 Mitgliedern zusammen. Dies ist die festgelegte Anzahl für eine Samtgemeinde mit einer Einwohnerzahl zwischen 30.001 und 40.000 Einwohnern. Die Ratsmitglieder werden durch eine Kommunalwahl für jeweils fünf Jahre gewählt. Hinzu kommt der Samtgemeindebürgermeister als stimmberechtigtes Mitglied des Rates.
Die folgende Tabelle zeigt die Kommunalwahlergebnisse seit 1996.
| 2021–2026 | 42,9 | 16 | 17,7 | 7 | 14,0 | 5 | 10,3 | 4 | 5,9  | 2 | 3,9 | 2 | 2,2  | 1 | 2,0  | 1 | 0,8 | 0 | 0,3 | 0 | 100 | 38 | 57,3 |
| 2016–2021 | 48,4 | 17 | 17,6 | 6 | 14,3 | 5 | 9,0  | 3 | 7,5  | 3 | –   | – | 2,00 | 1 | 1,20 | 1 | –   | – | –   | – | 100 | 36 | 55,3 |
| 2011–2016 | 46,3 | 17 | 19,5 | 7 | 13,2 | 5 | 12,4 | 4 | 4,3  | 2 | –   | – | 3,1  | 1 | 1,2  | 0 | –   | – | –   | – | 100 | 36 | 55,1 |
| 2006–2011 | 61,2 | 22 | 24,3 | 9 | –    | – | 4,6  | 2 | 4,11 | 1 | –   | – | 4,12 | 1 | 1,6  | 1 | –   | – | –   | – | 100 | 36 | 53,7 |
| 2001–2006 | 67,2 | 25 | 22,2 | 9 | –    | – | 4,3  | 1 | –    | – | –   | – | 4,4  | 1 | 1,7  | 0 | –   | – | –   | – | 100 | 36 | 64,6 |
| 1996–2001 | 67,2 | 25 | 23,1 | 8 | –    | – | 5,6  | 2 | –    | – | –   | – | 4,0  | 0 | –    | – | –   | – | –   | – | 100 | 35 | 72,3 |
| Prozentanteile gerundet. Quellen: Landesbetrieb für Statistik und Kommunikationstechnologie Niedersachsen, Landkreis Osnabrück. Bei unterschiedlichen Angaben in den genannten Quellen wurden die Daten des Landesbetrieb für Statistik und Kommunikationstechnologie verwendet, da diese eine insgesamt höhere Plausibilität aufweisen. ____________________________ 1 Unabhängige Wählergemeinschaft Ankum; 2 Unabhängige Wählergemeinschaft Samtgemeinde Bersenbrück; 3 Bürgerliste Alfhausen; 4 Unabhängige Wählergemeinschaft Alfhausen |      |    |      |   |      |   |      |   |      |   |     |   |      |   |      |   |     |   |     |   |     |    |      |

### Wappen, Flagge, Dienstsiegel

Wappen der Samtgemeinde Bersenbrück

Wappenbeschreibung
„Das Wappen der Samtgemeinde zeigt auf blauem Grund ein weißes Torhaus mit rotem Spitzdach, rechts und links je einen schmalen, niedrigen Anbau mit rotem Flachdach und je einem Fenster. Auf dem Spitzdach eine nach links weisende schwarze Wetterfahne. Unter dem Torhaus, rechts und links aus dem Schildrand kommend, je drei weiße Wellenbalken.“
Flaggenbeschreibung
„Die Farben der Flagge der Samtgemeinde sind rot und blau. Sie zeigt als Symbol das Wappen.“
Dienstsiegel
Das Dienstsiegel enthält das Wappen und die Umschrift „Samtgemeinde Bersenbrück“.

### Gemeindepartnerschaften
- Ruma (Serbien), seit 2017

Am 24. November 2017 schlossen die Samtgemeinde Bersenbrück und die Serbische Gemeinde Ruma eine Partnerschaft.

## Öffentliche Einrichtungen

### Bäder
Hallenbäder
In Ankum und Alfhausen existiert jeweils ein kleines Hallenbad. Das in Ankum am befindliche Hallenbad wurde 1969 mit einem 16 m × 8 m großen Schwimmerbecken erbaut. Mittlerweile ist dieses Hallenbad stark sanierungsbedürftig und soll durch ein neues Hallenbad mit einer Beckengröße von 25 m × 12,5 m ersetzt werden. Dieses Bad soll mit einer Bädergesellschaft betrieben werden, unter welcher die Samtgemeinde zusammen mit dem kommunalen Gemeindewerk Haseenergie das Bad betreibt.
In Alfhausen befindet sich ein weiteres kleines Hallenbad, welches vor allem im Schul- und Lehrschwimmbetrieb genutzt wird.
Freibäder
In Bersenbrück gibt es ein Freibad.
Außerdem wird der Dubbelausee am Alfsee als Badesee genutzt.

### Feuerwehr
Durch die Samtgemeinde Bersenbrück wird der Brandschutz in den Mitgliedsgemeinden der Samtgemeinde durch die Bereitstellung einer Freiwilligen Feuerwehr sichergestellt.
Zurzeit existieren in der Samtgemeinde sieben Freiwillige Feuerwehren:
- Freiwillige Feuerwehr Alfhausen (gegründet 1896), mit Feuerwehrtauchergruppe
- Freiwillige Feuerwehr Ankum (gegründet 1877)
- Freiwillige Feuerwehr Bersenbrück (gegründet 1913)
- Freiwillige Feuerwehr Talge (Ortsteil von Bersenbrück, gegründet 1888)
- Freiwillige Feuerwehr Gehrde (gegründet 1902)
- Freiwillige Feuerwehr Kettenkamp (gegründet 1936)[14]
- Freiwillige Feuerwehr Rieste (gegründet 1934)

In Eggermühlen wird der Brandschutz durch die Feuerwehren Ankum und Kettenkamp sichergestellt.